# Carlheinz Moesta
Carlheinz Moesta (* 24. April 1928 in Boppard; † 9. Januar 2024 in Adenau) war ein rheinland-pfälzischer Politiker (SPD) und Journalist.

## Leben und Wirken
Der promovierte Philologe war von 1971 bis 1987 Mitglied des rheinland-pfälzischen Landtages. Dort brachte er es bis zum stellvertretenden Vorsitzenden der SPD-Fraktion und war ihr medienpolitischer Sprecher. Sein medienpolitisches Engagement komplettierte er als Mitglied der Medienkommission des SPD-Parteivorstands und als stellvertretender Vorsitzender des Rundfunkrats des Südwestrundfunks, als stellvertretender Vorsitzender der Bundesvereinigung der Fachjournalisten für Jugendarbeit und als Mitglied im Kuratorium der Universität Mainz.
Als Landtagsabgeordneter hat sich Carlheinz Moesta immer wieder für die Ahr-Eifel-Region und insbesondere für dessen Hauptarbeitgeber, den Nürburgring, eingesetzt. So ist er, neben vielen anderen Funktionen, noch immer Sprecher der „Initiative Nürburgring 2000 plus“, in der alle dem Verbandsgemeinderat Adenau angehörende, den Nürburgring bejahenden Parteien vertreten sind.
Der von ihm gegründete Moesta-Verlag vertrieb jahrelang politische Informationsdienste, wie den frauen- oder bildungspolitischen Dienst. Der Verlag wird mittlerweile von seiner Tochter, Marion Moesta, geführt. Sein Sohn, Mario Moesta, arbeitet im Topmanagement des Unilever-Konzerns.
Carlheinz Moesta wurde 1987 mit dem Verdienstorden der Bundesrepublik Deutschland, Verdienstkreuz 1. Klasse, ausgezeichnet und war bis 1995 noch Vorsitzender der SPD-Fraktion im Verbandsgemeinderat Adenau.

## Steueraffäre
Zu unrühmlicher Bekanntheit gelangte Carlheinz Moesta im Rahmen einer Steuerhinterziehungsaffäre, an deren Ende er von einem Koblenzer Gericht wegen Steuerhinterziehung in Höhe von 80.000 Mark zu achtmonatiger Haftstrafe mit Bewährung verurteilt wurde. Die Untersuchungsbehörden ermittelten gegen Moesta unter dem Vorwurf, 250.000 Mark Provision, die er von der Liechtensteiner Werbeagentur „Transservice“ erhalten haben sollte, nicht oder unterversteuert hat. Im Auftrag der Vaduzer Werber soll er Anzeigen für das Bergneustädter „Missionswerk e. V.“ in Zeitungen und Zeitschriften der Bundesrepublik platziert haben. Im Zuge der Affäre musste Moesta aus Fraktionsvorstand austreten und wurde vom SPD-Unterbezirk Ahrweiler nicht mehr zur Landtagswahl aufgestellt.